# Collegio di Liverpool Walton
Liverpool Walton è un collegio elettorale situato nel Merseyside, nel Nord Ovest dell'Inghilterra, e rappresentato alla Camera dei comuni del Parlamento del Regno Unito. Elegge un membro del parlamento con il sistema maggioritario a turno unico; l'attuale parlamentare è Dan Carden del Partito Laburista, che rappresenta il collegio dal 2017.

## Estensione

Liverpool Walton dal 2010 al 2024

- 1918-1950: i ward del County Borough di Liverpool di Fazakerley, Walton e Warbreck.
- 1950-1955: come sopra, più la parrocchia civile di Aintree nel distretto rurale di West Lancashire.
- 1955-1983: i ward del County Borough di Liverpool di County, Fazakerley, Pirrie e Warbreck.
- 1983-2010: i ward della città di Liverpool di Anfield, Breckfield, County, Fazakerley, Melrose e Warbreck.
- 2010-2024: i ward della città di Liverpool di Anfield, Clubmoor, County, Everton, Fazakerley e Warbreck.
- dal 2024: i ward della città di Liverpool di Clubmoor East, Clubmoor West, County, Croxteth, Croxteth Country Park, Fazakerley East, Fazakerley North, Fazakerley West, Norris Green, Orrell Park, Tuebrook Larkhill (parte), Walton e West Derby Muirhead (piccola parte) e parte del ward del borgo metropolitano di Sefton di Molyneux (distretti elettorali C4, C5 e C6).[1]

Il collegio è uno dei cinque che coprono la città di Liverpool, e Walton occupa il quadrante centro-settentrionale della città, includendo Walton, Clubmoor, Orrell Park, Anfield, Everton e Fazakerley. I terreni di gioco del Liverpool Football Club (Anfield) e dell'Everton Football Club (Goodison Park), le due principali squadre della città, si trovano nel collegio.

## Membri del parlamento
| Elezione | Elezione               | Deputato           | Partito      |
| -------- | ---------------------- | ------------------ | ------------ |
|          | 1885                   | John George Gibson | Conservatore |
| 1888 (S) | Miles Walker Mattinson |                    | Conservatore |
| 1892     | James Henry Stock      |                    | Conservatore |
| 1906     | Frederick Edward Smith |                    | Conservatore |
| 1918     | Harry Chilcott         |                    | Conservatore |
| 1929     | Reginald Purbrick      |                    | Conservatore |
|          | 1945                   | James Haworth      | Laburista    |
|          | 1950                   | Kenneth Thompson   | Conservatore |
|          | 1964                   | Eric Heffer        | Laburista    |
| 1991 (S) | Peter Kilfoyle         |                    | Laburista    |
| 2010     | Steve Rotheram         |                    | Laburista    |
| 2017     | Dan Carden             |                    | Laburista    |

## Elezioni

### Elezioni negli anni 2020
| Partito                    | Partito                                | Candidato                  | Risultati 4 luglio 2024 | Risultati 4 luglio 2024 |
| Partito                    | Partito                                | Candidato                  | Voti                    | %                       |
| -------------------------- | -------------------------------------- | -------------------------- | ----------------------- | ----------------------- |
|                            | Laburista                              | Dan Carden                 | 26 032                  | 70,57                   |
|                            | Reform UK                              | Joe Doran                  | 5 787                   | 15,69                   |
|                            | Verdi                                  | Martyn Madeley             | 2 388                   | 6,47                    |
|                            | Conservatore                           | Emma Ware                  | 1 282                   | 3,48                    |
|                            | Lib Dem                                | Sean Cadwallader           | 945                     | 2,56                    |
|                            | Liberale                               | Billy Lake                 | 452                     | 1,23                    |
|                            |                                        |                            |                         |                         |
| Iscritti                   | Iscritti                               | Iscritti                   | 69 317                  | 100,00                  |
| ↳ Votanti (% su iscritti)  | ↳ Votanti (% su iscritti)              | ↳ Votanti (% su iscritti)  | 36 886                  | 53,21                   |
| ↳ Astenuti (% su iscritti) | ↳ Astenuti (% su iscritti)             | ↳ Astenuti (% su iscritti) | 32 431                  | 46,79                   |
|                            |                                        |                            |                         |                         |
|                            | Esito: collegio confermato a Laburista |                            |                         |                         |

### Elezioni negli anni 2010
L'85,7% ottenuto da Dan Carden alle elezioni del 2017 è stata la percentuale maggiore ottenuta a livello nazionale da un deputato laburista. Nel 2019 Carden ha conseguito la percentuale più alta di voti in tutti i collegi del Regno Unito, l'84,7%.
| Partito                    | Partito                                | Candidato                  | Risultati 12 dicembre 2019 | Risultati 12 dicembre 2019 |
| Partito                    | Partito                                | Candidato                  | Voti                       | %                          |
| -------------------------- | -------------------------------------- | -------------------------- | -------------------------- | -------------------------- |
|                            | Laburista                              | Dan Carden                 | 34 538                     | 84,68                      |
|                            | Conservatore                           | Alex Phillips              | 4 018                      | 9,85                       |
|                            | Verdi                                  | Ted Grant                  | 814                        | 2,00                       |
|                            | Lib Dem                                | David Newman               | 756                        | 1,85                       |
|                            | Liberale                               | Billy Lake                 | 660                        | 1,62                       |
|                            |                                        |                            |                            |                            |
| Iscritti                   | Iscritti                               | Iscritti                   | 62 628                     | 100,00                     |
| ↳ Votanti (% su iscritti)  | ↳ Votanti (% su iscritti)              | ↳ Votanti (% su iscritti)  | 40 786                     | 65,12                      |
| ↳ Astenuti (% su iscritti) | ↳ Astenuti (% su iscritti)             | ↳ Astenuti (% su iscritti) | 21 842                     | 34,88                      |
|                            |                                        |                            |                            |                            |
|                            | Esito: collegio confermato a Laburista |                            |                            |                            |

| Partito                    | Partito                                | Candidato                  | Risultati 8 giugno 2017 | Risultati 8 giugno 2017 |
| Partito                    | Partito                                | Candidato                  | Voti                    | %                       |
| -------------------------- | -------------------------------------- | -------------------------- | ----------------------- | ----------------------- |
|                            | Laburista                              | Dan Carden                 | 36 175                  | 85,73                   |
|                            | Conservatore                           | Laura Evans                | 3 624                   | 8,59                    |
|                            | Indipendente                           | Terry May                  | 1 237                   | 2,93                    |
|                            | Lib Dem                                | Kris Brown                 | 638                     | 1,51                    |
|                            | Verdi                                  | Colm Feeley                | 523                     | 1,24                    |
|                            |                                        |                            |                         |                         |
| Iscritti                   | Iscritti                               | Iscritti                   | 62 699                  | 100,00                  |
| ↳ Votanti (% su iscritti)  | ↳ Votanti (% su iscritti)              | ↳ Votanti (% su iscritti)  | 42 197                  | 67,30                   |
| ↳ Astenuti (% su iscritti) | ↳ Astenuti (% su iscritti)             | ↳ Astenuti (% su iscritti) | 20 502                  | 32,70                   |
|                            |                                        |                            |                         |                         |
|                            | Esito: collegio confermato a Laburista |                            |                         |                         |

| Partito                    | Partito                                | Candidato                  | Risultati 7 maggio 2015 | Risultati 7 maggio 2015 |
| Partito                    | Partito                                | Candidato                  | Voti                    | %                       |
| -------------------------- | -------------------------------------- | -------------------------- | ----------------------- | ----------------------- |
|                            | Laburista                              | Steve Rotheram             | 31 222                  | 81,30                   |
|                            | UKIP                                   | Steven Flatman             | 3 445                   | 8,97                    |
|                            | Conservatore                           | Norsheen Bhatti            | 1 802                   | 4,69                    |
|                            | Verdi                                  | Jonathan Clatworthy        | 956                     | 2,49                    |
|                            | Lib Dem                                | Patrick Moloney            | 899                     | 2,34                    |
|                            | Indipendente                           | Alexander Karran           | 56                      | 0,15                    |
|                            | The Pluralist Party                    | Jonathan Bishop            | 23                      | 0,06                    |
|                            |                                        |                            |                         |                         |
| Iscritti                   | Iscritti                               | Iscritti                   | 62 852                  | 100,00                  |
| ↳ Votanti (% su iscritti)  | ↳ Votanti (% su iscritti)              | ↳ Votanti (% su iscritti)  | 38 403                  | 61,10                   |
| ↳ Astenuti (% su iscritti) | ↳ Astenuti (% su iscritti)             | ↳ Astenuti (% su iscritti) | 24 449                  | 38,90                   |
|                            |                                        |                            |                         |                         |
|                            | Esito: collegio confermato a Laburista |                            |                         |                         |

| Partito                    | Partito                                | Candidato                  | Risultati 6 maggio 2010 | Risultati 6 maggio 2010 |
| Partito                    | Partito                                | Candidato                  | Voti                    | %                       |
| -------------------------- | -------------------------------------- | -------------------------- | ----------------------- | ----------------------- |
|                            | Laburista                              | Steve Rotheram             | 24 709                  | 71,96                   |
|                            | Lib Dem                                | Patrick Moloney            | 4 891                   | 14,24                   |
|                            | Conservatore                           | Adam Marsden               | 2 241                   | 6,53                    |
|                            | BNP                                    | Peter Stafford             | 1 104                   | 3,22                    |
|                            | UKIP                                   | Joseph Nugent              | 898                     | 2,62                    |
|                            | Popoli Cristiani                       | John Manwell               | 297                     | 0,87                    |
|                            | TUSC                                   | Darren Ireland             | 195                     | 0,57                    |
|                            |                                        |                            |                         |                         |
| Iscritti                   | Iscritti                               | Iscritti                   | 62 655                  | 100,00                  |
| ↳ Votanti (% su iscritti)  | ↳ Votanti (% su iscritti)              | ↳ Votanti (% su iscritti)  | 34 335                  | 54,80                   |
| ↳ Astenuti (% su iscritti) | ↳ Astenuti (% su iscritti)             | ↳ Astenuti (% su iscritti) | 28 320                  | 45,20                   |
|                            |                                        |                            |                         |                         |
|                            | Esito: collegio confermato a Laburista |                            |                         |                         |

### Elezioni negli anni 2000
| Partito                    | Partito                                | Candidato                  | Risultati 5 maggio 2005 | Risultati 5 maggio 2005 |
| Partito                    | Partito                                | Candidato                  | Voti                    | %                       |
| -------------------------- | -------------------------------------- | -------------------------- | ----------------------- | ----------------------- |
|                            | Laburista                              | Peter Kilfoyle             | 20 322                  | 72,76                   |
|                            | Lib Dem                                | Kiron Reid                 | 4 365                   | 15,63                   |
|                            | Conservatore                           | Sharon Buckle              | 1 655                   | 5,93                    |
|                            | UKIP                                   | Joseph Moran               | 1 108                   | 3,97                    |
|                            | Liberale                               | Daniel J. Wood             | 480                     | 1,72                    |
|                            |                                        |                            |                         |                         |
| Iscritti                   | Iscritti                               | Iscritti                   | 62 066                  | 100,00                  |
| ↳ Votanti (% su iscritti)  | ↳ Votanti (% su iscritti)              | ↳ Votanti (% su iscritti)  | 27 930                  | 45,00                   |
| ↳ Astenuti (% su iscritti) | ↳ Astenuti (% su iscritti)             | ↳ Astenuti (% su iscritti) | 34 136                  | 55,00                   |
|                            |                                        |                            |                         |                         |
|                            | Esito: collegio confermato a Laburista |                            |                         |                         |

| Partito                    | Partito                                | Candidato                  | Risultati 7 giugno 2001 | Risultati 7 giugno 2001 |
| Partito                    | Partito                                | Candidato                  | Voti                    | %                       |
| -------------------------- | -------------------------------------- | -------------------------- | ----------------------- | ----------------------- |
|                            | Laburista                              | Peter Kilfoyle             | 22 143                  | 77,81                   |
|                            | Lib Dem                                | Kiron Reid                 | 4 147                   | 14,57                   |
|                            | Conservatore                           | Stephen Horgan             | 1 726                   | 6,07                    |
|                            | UKIP                                   | Paul Forrest               | 442                     | 1,55                    |
|                            |                                        |                            |                         |                         |
| Iscritti                   | Iscritti                               | Iscritti                   | 66 181                  | 100,00                  |
| ↳ Votanti (% su iscritti)  | ↳ Votanti (% su iscritti)              | ↳ Votanti (% su iscritti)  | 28 458                  | 43,00                   |
| ↳ Astenuti (% su iscritti) | ↳ Astenuti (% su iscritti)             | ↳ Astenuti (% su iscritti) | 37 723                  | 57,00                   |
|                            |                                        |                            |                         |                         |
|                            | Esito: collegio confermato a Laburista |                            |                         |                         |

## Risultati dei referendum

### Referendum sulla permanenza del Regno Unito nell'Unione europea del 2016
|             | Collegio         | Lasciare UE % | Rimanere in UE % |
| ----------- | ---------------- | ------------- | ---------------- |
|             | Liverpool Walton | 53,8%         | 46,2%            |
| Inghilterra | 53,3%            | 46,7%         |                  |
| Regno Unito | 51,9%            | 48,1%         |                  |